# Comuna Mrkopalj, Primorje-Gorski kotar
Mrkopalj este o comună în cantonul Primorje-Gorski kotar, Croația, având o populație de 1.214 locuitori (2011).

## Demografie
Componența etnică a comunei Mrkopalj
     Croați (98,68%)
     Necunoscut (0,16%)
     Neclasificat (0,99%)
Componența confesională a comunei Mrkopalj
     Catolici (96,05%)
     Ortodocși (1,57%)
     Fără religie și atei (1,32%)
     Necunoscută (0,91%)
     Protestanți (0,16%)
Conform recensământului din 2011, comuna Mrkopalj avea 1.214 locuitori. Din punct de vedere etnic, majoritatea locuitorilor (98,68%) erau croați. Apartenența etnică nu este cunoscută în cazul a 0,16% din locuitori. Din punct de vedere confesional, majoritatea locuitorilor (96,05%) erau catolici, existând și minorități de ortodocși (1,57%) și persoane fără religie și atei (1,32%). Pentru 0,91% din locuitori nu este cunoscută apartenența confesională.